# Civilna bolnišnica, Ljubljana
Civilna bolnišnica v Ljubljani (zastarelo ljubljanski špital) je bila prva civilna zdravstvena ustanova v Ljubljani in na Kranjskem; obstajala je v letih 1784−1895 na območju ljubljanske Ajdovščine.

## Zgodovina
Leta 1784 je cesar Jožef II. ukinil samostan bosonogih avguštincev, ki so se leta 1657 naselili na Ajdovščini. Na njegovo pobudo so nato leta 1786 samostan preuredili v Civilno bolnišnico. Razlogi, zakaj so se odločili za ajdovski samostan (druga možnost je bil frančiščanski samostan na Vodnikovemu trgu), so bili: primerna notranja urejenost poslopja, lep vrt in svež zrak iz Kamniških planin. Cesar je tako 19. junija 1786 podpisal odlok o ustanovitvi civilne bolnišnice in še isti mesec so upravljanje bolnišnice prevzeli usmiljeni bratje iz Trsta.
Ob odprtju je bolnišnica imela tri oddelke (medicinski oz. internističnega, kirurškega in dermatološkega) in le 12 postelj (3 za ženske in 9 za moške); čez dve leti so odprli še oddelek za duševne bolezni oz. blaznico. Leto 1786 tako predstavlja začetek medicinskega zdravljenja duševnih bolezni na Slovenskem. Leta 1788 je cesar Jožef II. ponovno obiskal Ljubljano ter ukazal, da so samostansko zakristijo in cerkev preuredili v bolniške sobe, hkrati pa je ukazal gradnjo novega prostora za duševne bolnike. Preureditev in gradnja sta bili končani že naslednje leto.
Po francoski zasedbi Ljubljane in ustanovitvi Ilirskih provinc so Francozi potrebovali prostore za bolne in ranjene vojake, tako da so za vojaško zahtevali tudi civilno bolnišnico. Ker pa so usmiljeni bratje to zavrnili, so njihov red takoj prepovedali in zasegli bolnišnico. Francozi so upravljanje bolnišnice predali mestni občini, ki je nadzor nad bolnišnico obdržala tudi po umiku Francozov iz Ljubljane leta 1813. Leta 1849 je bolnišnico prevzela dežela Kranjska.
Zaradi pomanjkanja prostora so leta 1880 pričeli z gradnjo nove bolnišnice za duševne bolezni v Polju, ki so jo slovesno odprli 3. januarja 1881. Leta 1889 so se iz bolnišnice izselili tudi otroci, saj je bila novembra tega leta na Streliški ulici odprta nova stavba otroške bolnišnice. Kljub temu pa je leta 1888 Kranjski deželni zbor spoznal, da ajdovska bolnišnica ni več primerna in da je potrebno zgraditi novo bolnišnico; gradnja slednje se je pričela leta 1893 in konec so načrtovali za leto 1896.
A zaradi ljubljanskega potresa, ki se je zgodil v noči iz 14. na 15. april 1895, je bilo poslopje civilne bolnišnice tako poškodovano, da so morali bolnike preseliti v šotore in barake na bolniški vrt. Posledično so pospešili z gradnjo nove bolnišnice, ki je bila slovesno odprta 16. oktobra 1895.
V bolnišnico, kjer je delovala tudi mestna mrtvašnica, so po samomoru pripeljali tudi truplo Matije Čopa. Samostansko-bolniška zgradba je bila v potresu tako hudo poškodovana, da so jo morali porušiti. Na istem mestu so nato zgradili dve secesijski stavbi: na Slovenski cesti 44 na vogalu z Dalmatinovo ulico stoji stavba Slovenijašport iz leta 1906, ki jo je zasnoval Ciril Metod Koch, na Slovenski cesti 46 pa stoji Hribarjeva hiša, zgrajena po načrtih arhitekta Maksa Fabianija v letih od 1902 do 1905. Danes na bolnišnico spominja le spominska plošča na stavbi Slovenijašporta.